# Vormarsch der Taliban in Afghanistan 2021

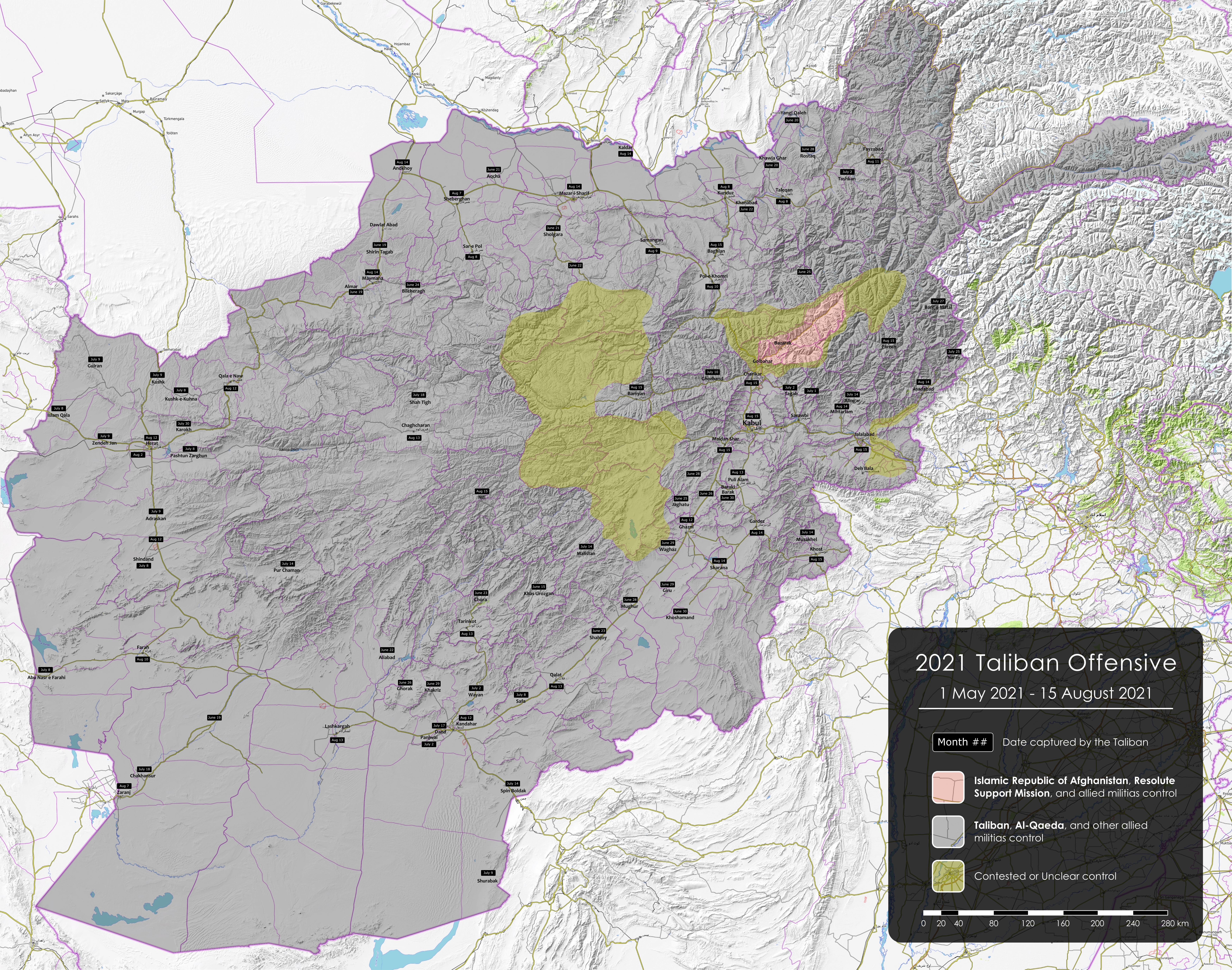
Gebietskontrolle der Taliban in Afghanistan zum 15. August 2021.
Grau: unter Kontrolle der Taliban, al-Qaida u. a.
Rot: unter Kontrolle der Regierungstruppen oder verbündeten Milizen
Grün: umkämpft oder Gebietskontrolle unklar
Die jeweiligen Daten der Einnahme von Städten sind in der Nahansicht der Karte einsehbar.

Der Vormarsch der Taliban in Afghanistan 2021 war eine Reihe von militärischen Operationen der Taliban vor allem gegen die Afghanische Nationalarmee zum Ende des Afghanistankrieges seit 2001. Der Vormarsch begann, nachdem Präsident Donald Trump nach dem Abkommen von Doha 2020 den Abzug der US-Streitkräfte und der Verbündeten Streitkräfte eingeleitet hatte und endete mit der Einnahme Kabuls am 15. August 2021 und der erneuten Machtübernahme der Taliban in Afghanistan.
Seit Beginn des Abzugs der US- und NATO-Truppen aus Afghanistan im Mai 2021 hatten die islamistischen Taliban, die bereits von 1996 bis 2001 im Land geherrscht hatten, aber im Krieg seit 2001 zurückgedrängt worden waren, schnell wieder enorme Gebietsgewinne verzeichnet. Die afghanische Armee gab viele Provinzhauptstädte fast kampflos auf und der afghanische Präsident Ashraf Ghani floh Mitte August 2021 aus dem Land, während die Taliban die Hauptstadt Kabul einnahmen und sich zum Sieger erklärten.
Viele Afghanen – insbesondere solche, die mit den internationalen Kräften und der demokratischen Regierung zusammengearbeitet hatten sowie Frauen und Mädchen – befinden sich seither auf der Flucht, da sie sich vor Racheaktionen durch die Taliban und drakonischen Maßnahmen zur Durchsetzung deren Vorstellung eines „Gottesstaats“ fürchten. Unter Beteiligung von mindestens 24 Ländern begann eine etwa zwei Wochen andauernde Evakuierung von Ausreiseberechtigten (darunter auch Ortskräfte) vom Flughafen Kabul. Über 120.000 Menschen wurden dabei aus Afghanistan evakuiert.

## Chronologie

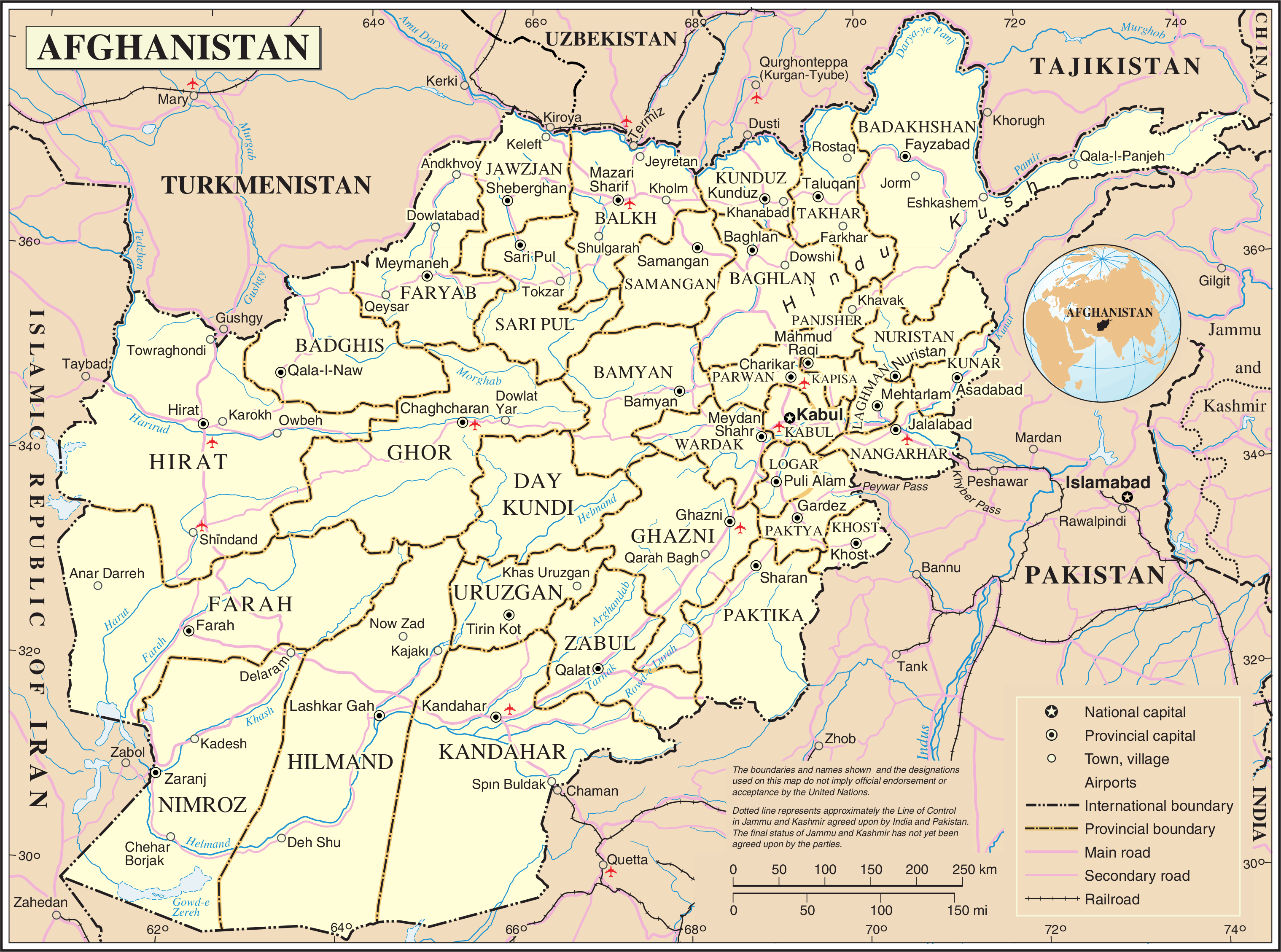
Städte und Provinzen in Afghanistan

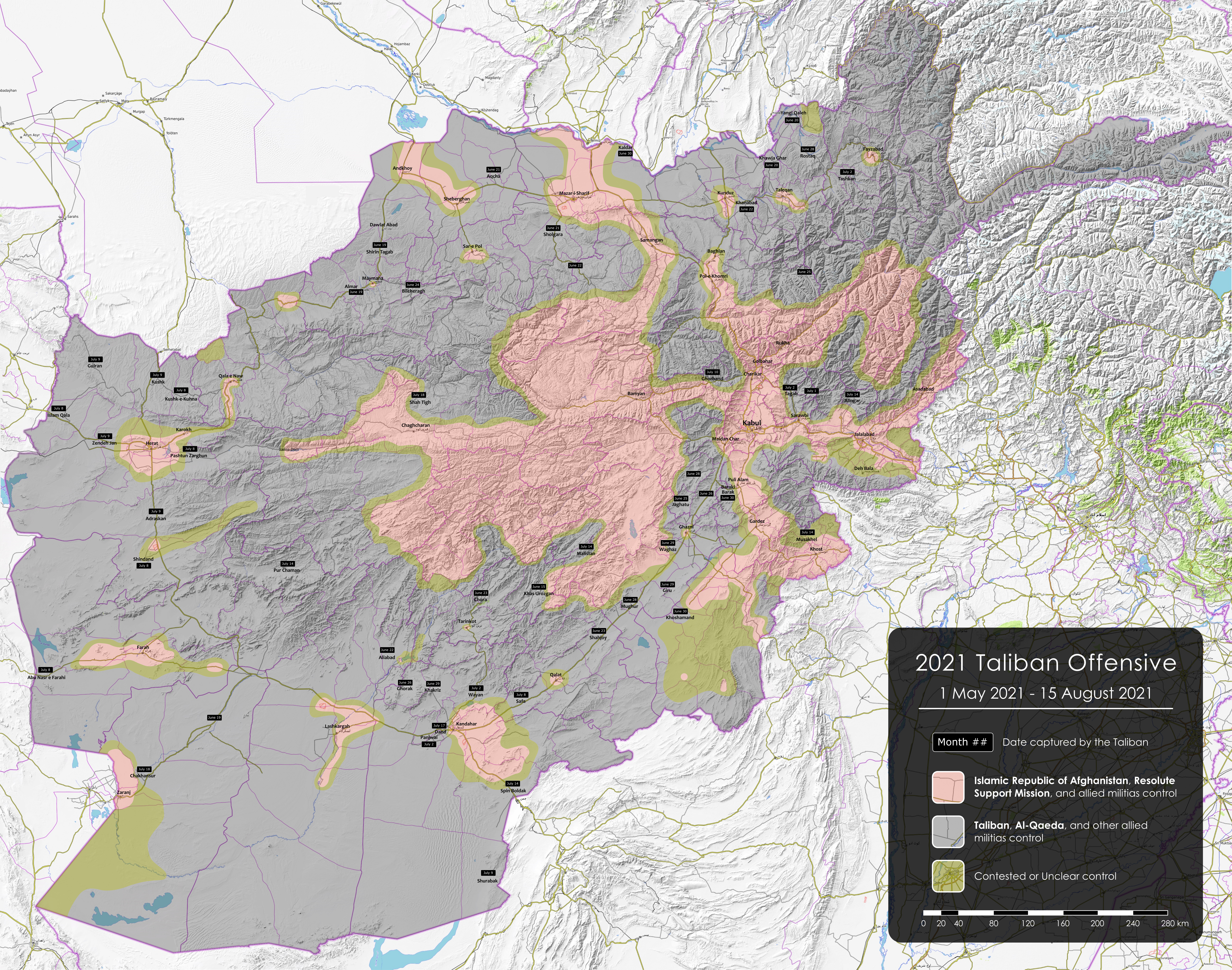
Situation am 25. Juli

Im Februar 2020 leitete der damalige US-Präsident Donald Trump mit dem Abkommen von Doha 2020 zwischen den USA und den Taliban den Abzug internationaler Truppen ein. Es gab daraufhin eine Art gegenseitigen Waffenstillstands zwischen den USA und den Taliban. Weitergehende Zugeständnisse der Taliban sowie eine längerfristige Friedensordnung sollten hingegen noch Gegenstand weiterer Verhandlungen werden, zu denen es aber später angesichts vollendeter Tatsachen (sowohl durch den bedingungslosen US-Abzug, als auch den darauffolgenden Vormarsch der Taliban) nie kam.
Am 13. April 2021 entschied US-Präsident Joe Biden den bedingungslosen Abzug der US-Truppen aus Afghanistan bis spätestens zum 11. September 2021, und am 29. April begannen die USA und ihre NATO-Verbündeten ihren Truppenabzug. Es kam zu Gefechten zwischen Taliban-Kämpfern und Regierungstruppen in der südliche Provinz Helmand, wo sich Aufständische mit Regierungstruppen häufig Gefechte lieferten. Am 8. Mai starben bei einem Anschlag auf eine Mädchenschule in Kabul 85 Menschen, die meisten davon Schülerinnen. Die Regierung machte die Taliban dafür verantwortlich. Am 12. Mai wurde beobachtet, dass sich die Taliban zunächst auf die Einnahme von ländlichen Gebieten und wichtigen Verbindungsstraßen beschränkten. In der Provinz Wardak sowie in der Provinz Ghasni eroberten sie Territorien mit wichtigen Verbindungswegen zwischen der Hauptstadt Kabul und der Stadt Kandahar (500 Kilometer von Kabul entfernt). Mehrere Provinzen im Norden des Landes fielen an die Taliban, darunter Faryab, Tachar und Badachschan. Am 14. Mai übergaben die USA ihren zweitgrößten Stützpunkt in Afghanistan, der in Kandahar lag.
Am 22. Juni eroberten die Taliban den bedeutenden Grenzübergang Schir Chan Bandar an der Grenze zu Tadschikistan im Norden des Landes. Nach Auskunft der Vereinten Nationen wurden im Mai und Juni 2021 insgesamt 2400 afghanische Zivilisten getötet oder verletzt – die höchste Opferzahl seit Beginn der Erfassung im Jahr 2009. Soldaten der afghanischen Nationalarmee, die Widerstand gegen die Taliban leisteten, aber sich letztlich aufgrund Munitionsmangels ergeben mussten, wurden hingerichtet. Laut Amnesty International verübten die Taliban im Bezirk Malistan ein Massaker an Angehörigen der Hazara, die die Taliban als Ungläubige betrachten.
Am 2. Juli übergaben die US- und NATO-Truppen den wichtigen Luftwaffenstützpunkt Bagram. Am 3. Juli wurde die Behauptung der Afghanischen Armee, in den letzten 24 Stunden mehr als 300 Kämpfer der Taliban getötet zu haben, von den Taliban zurückgewiesen. Am 9. Juli nahmen Taliban-Kämpfer den größten Grenzübergang Richtung Iran, Islam Kala, ein. Am 14. Juli wurde der Grenzübergang Spin Boldak an der Grenze zu Pakistan von den Taliban übernommen. Am 22. Juli wurden 90 % der Landesgrenzen von den Taliban nach eigenen Aussagen kontrolliert. Anfang August war ein verstärktes Vorrücken der Taliban auf Provinzhauptstädte zu beobachten. Die Regierungstruppen hatten sich aus weiten Teilen des Landes in die größeren Städte zurückgezogen. Es wurden Laschkar Gah, Kandahar und Herat angegriffen.
Auch im Juli/August 2021 flog das US-Militär weiterhin Luftangriffe auf Stellungen der Taliban mithilfe von im Ausland gestarteten Jägern zu Unterstützung der afghanischen Soldaten.
In der Nacht zu Sonntag, dem 1. August 2021 wurde die Startbahn des Flughafens Kandahar von zwei Raketen getroffen. Einen Tag davor war ein Luftangriff auf ein kleines Krankenhaus in der Stadt Laschkar Gah erfolgt, welches die Taliban besetzt hatten. Es wurde zerstört. Dem Angriff durch Regierungstruppen fielen drei Menschen zum Opfer (Ein Toter und zwei Verletzte). Zu dieser Zeit lieferten sich die Taliban Gefechte mit Regierungstruppen in den Außenbezirken der Provinzhauptstädte Herat im Westen und Lashkar Gah im Süden des Landes. Die meisten Kämpfe fanden in den Provinzen Indshil und Gusara statt. Zu diesem Zeitpunkt befanden sich etwa die Hälfte der rund 400 Bezirke Afghanistans in der Hand der Taliban.
Am 3. August entkamen der afghanische Verteidigungsminister und mehrere Abgeordnete in Kabul nur knapp einem Attentat. Acht Menschen starben. Am 6. August wurde der Chef des Presseinformationsamts der Regierung in einer Moschee in Kabul erschossen. Am selben Tag nahmen die Islamisten die Provinzhauptstadt Sarandsch im Südwesten des Landes ein. Die Vize-Provinzgouverneurin sagte, die Taliban hätten die Kontrolle über den Gouverneurssitz, Hauptquartiere der Polizei und die Gefängnisverwaltung übernommen. Laut einem Polizeisprecher habe es keine Verstärkung aus Kabul gegeben. In den Tagen danach fielen die Städte Scheberghan, Kundus, Sar-i Pul, Talokan, Aybak, Farah und Pol-e Chomri, Faizabad. Am 11. August eroberten die Taliban auch den Flughafen Kundus, und eine Militärbasis in Kundus, nachdem Sicherheitskräfte die Basis verlassen hatten. Am 12. August eroberten die Taliban Ghazni, 150 Kilometer von Kabul entfernt. Danach fielen Herat und Kandahar im Süden und Westen, die dritt- und zweitgrößten Städte des Landes. Die Regierung kontrollierte damit neben Kabul lediglich noch die Großstädte Masar-i-Scharif im Norden und Dschalalabad im Osten. Wie der TV-Sender Tolo News berichtete, hatte der afghanische Präsident Ghani zu diesem Zeitpunkt die Regierungsgeschäfte an den amtierenden Verteidigungsminister Bismillah Khan Mohammadi übergeben. Am 13. August eroberten die Taliban Kandahar, Laschkar Gah und Schaghtscharan. Der Luftwaffenstützpunkt Bagram wurde am 15. August von den Taliban unter Kontrolle gebracht, und sie ließen alle 5.000 Häftlinge frei. Dies geschah kurz nachdem die NATO den Stützpunkt an die afghanischen Streitkräfte übergeben hatte.

### Fall von Kabul
Mitte August 2021 standen die Taliban nur noch wenige Kilometer vor der Hauptstadt Kabul. Sie eroberten davor die direkt südlich gelegene Provinz Lugar und erreichten den Bezirk Tschar Asjab. Aus der Umgebung der Stadt wurden schwere Kämpfe gemeldet. Am 14. August verhandelte US-Außenminister Antony Blinken über einen Plan, die Macht in Afghanistan geordnet an die Taliban zu übergeben. Das sollte auf einer Tagung der Loja Dschirga am 30. August geschehen. Am 15. August sollen die Taliban zugestimmt haben, Kabul nicht zu erobern. Am frühen Nachmittag des 15. August entschloss sich Präsident Aschraf Ghani mit seinem Nationalen Sicherheitsberater Hamdullah Mohib und dem Leiter des Präsidialamtes Fazel Mahmood Fazly zur Flucht nach Usbekistan. Dabei verwendete er Hubschrauber, die beim Präsidentenpalast geparkt waren. Ghani hält sich seit dem 16. August in den Vereinigten Arabischen Emiraten auf.
Nach Angaben der russischen Botschaft in Kabul war Ghani mit einem Hubschrauber voller Geld geflohen. Offiziell bestätigt wurde, dass die Vereinigten Arabischen Emirate Ghani und seine Familie aus humanitären Gründen aufgenommen haben. Ghani dementierte den Diebstahl mehrfach. Einem im Juni 2022 erschienenen Bericht des Special Inspector General for Afghanistan Reconstruction der US-Regierung zufolge sei es „unwahrscheinlich“, dass Ghani Millionenbeträge gestohlen habe, jedoch habe er Bargeld mitgenommen, dessen Betrag nicht mehr als 1 Million Dollar war und eher bei 500.000 Dollar gelegen haben könnte. Da Dutzende Millionen Dollar weiterhin fehlen, gehen die Untersuchungen weiter.
Am Nachmittag des 15. August eroberten die Taliban Kabul innerhalb weniger Stunden, drangen in den Präsidentenpalast ein und verkündeten ihren Sieg. Laut dem Diplomaten Markus Potzel, der sich zu diesem Zeitpunkt auf dem Weg nach Afghanistan befand, um das Amt des Deutschen Botschafters aufzunehmen, sollen die USA den Taliban die Einnahme des Präsidentenpalastes zuvor abgesegnet haben, um das durch die Flucht Ghanis entstandene Machtvakuum zu füllen. Kurz zuvor hatten die Taliban Dschalalabad eingenommen.
Entgegen der Ankündigung der Taliban, zukünftig gemäßigt aufzutreten, gab es jedoch bereits Berichte von Lynchmorden gegen ehemalige Unterstützer der demokratischen Regierung sowie Verbrechen gegen Frauen und Mädchen in eroberten Gebieten. In Herat etwa sollen die Taliban die Herausgabe aller unverheirateten Frauen ab 15 Jahren an sie verlangt haben. Von dort und aus anderen bereits eroberten Provinzhauptstädten wurden Gräueltaten besonders an Frauen und Mädchen berichtet. In Kabul wurden Taliban-Kämpfer aus Gefängnissen befreit.
Noch nicht geklärt ist, warum die afghanischen Streitkräfte sich, trotz numerischer Überlegenheit und moderner Ausrüstung, nicht militärisch behauptet haben. Diskutiert werden dazu die mangelnde Motivation der Soldaten auf Grund ausbleibender Soldzahlungen und korrupter Strukturen in Regierung, Verwaltung und Armee. Zudem handelt es sich nicht nur bei den Taliban ganz überwiegend um Paschtunen, sondern auch bei vielen bisherigen Amtsträgern auf unterschiedlichen Ebenen. Es ist noch nicht erforscht, wie sich auf gemeinsame Stammeszugehörigkeit gründende inoffizielle Verbindungen ausgewirkt haben könnten. Von den anderen Volksgruppen konnte auf Grund von Entwaffnungen während der Besatzung zu Gunsten der offiziellen Streitkräfte nur reduzierter Widerstand ausgehen.

### Evakuierung und Chaos am Flughafen

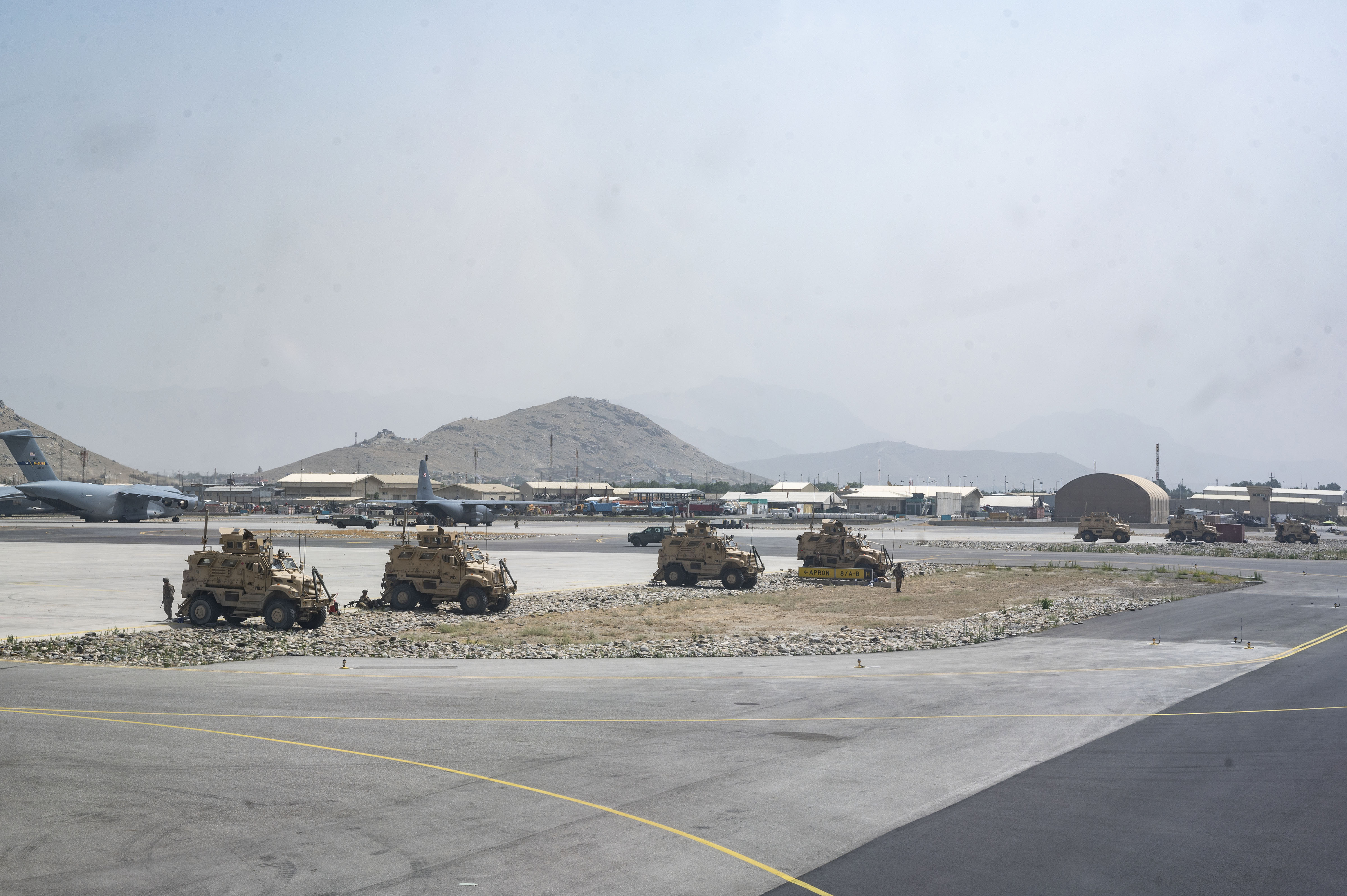
US-Soldaten der 82nd Airborne Division bei der Bewachung des Flughafens in Kabul, 17. August 2021

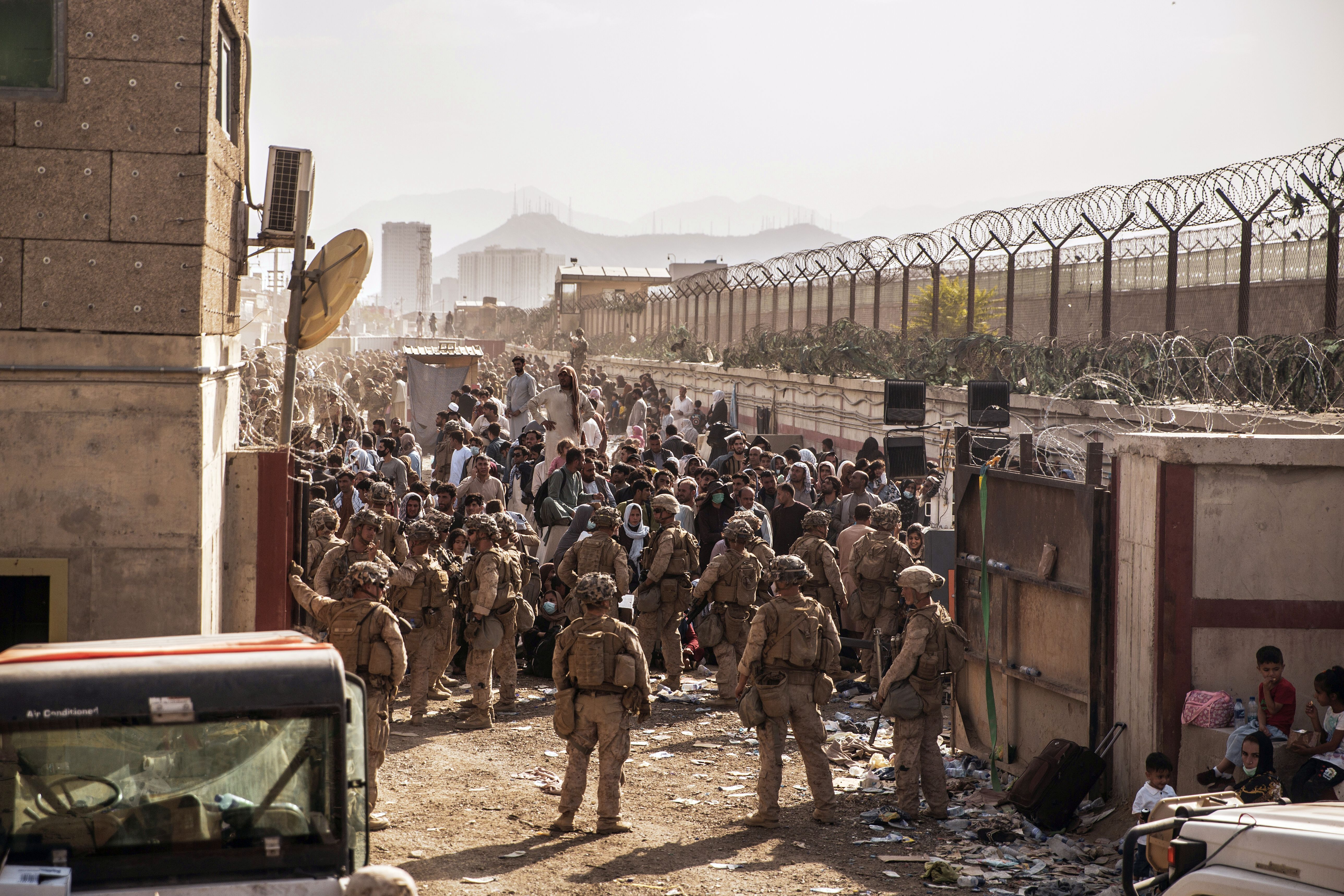
US-Soldaten und Flüchtlinge am 20. August am Flughafen-Tor

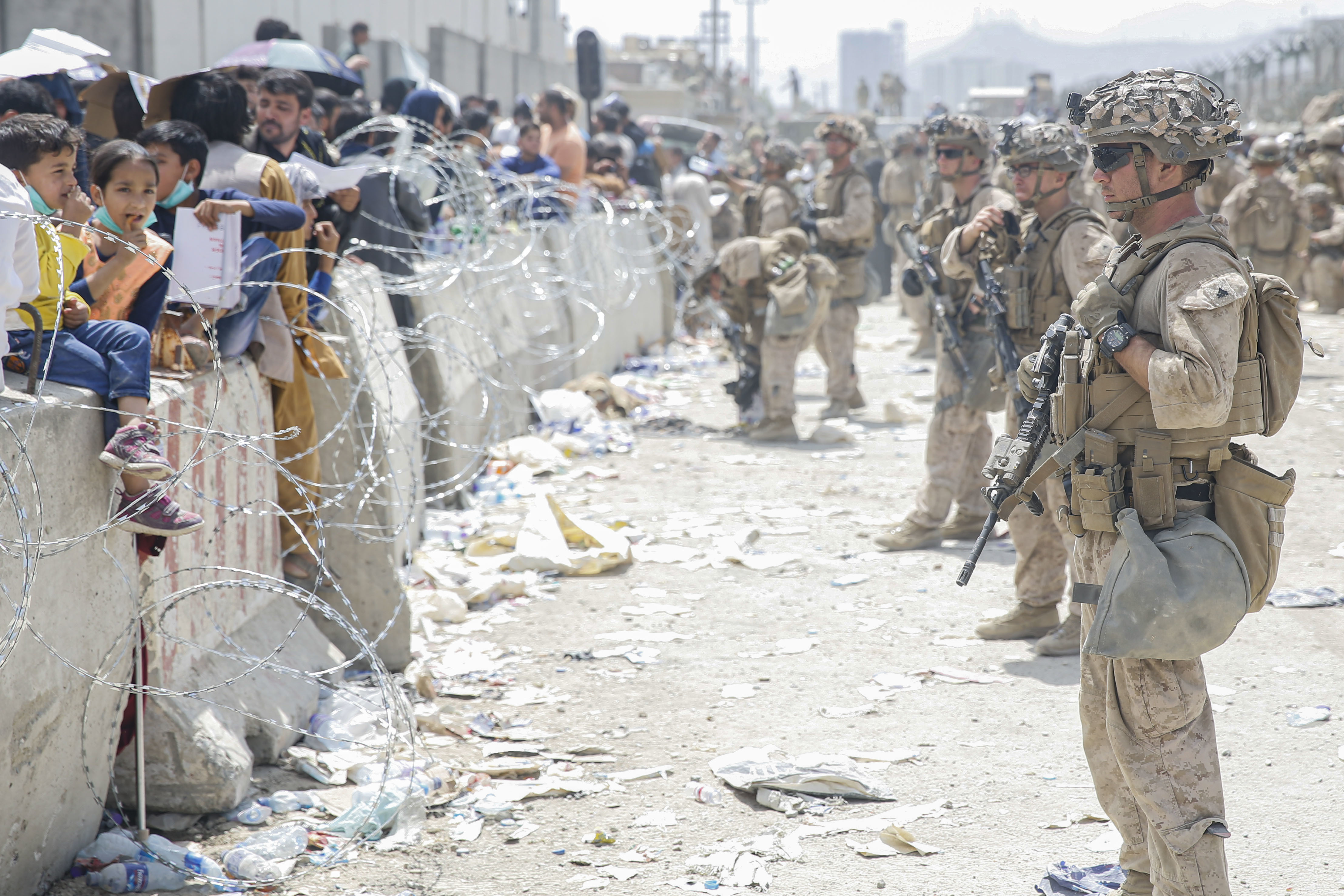
US-Soldaten und Flüchtlinge an Absperrung

Nach der Einnahme von Kabul durch die Taliban hatten sich tausende Afghanen in der Hoffnung auf eine Möglichkeit zur Flucht am Hamid-Karsai-Flughafen versammelt. Dieser war vor dem Start der Evakuierung, während des Krieges von Soldaten der türkischen Streitkräfte gesichert worden. Während des Heranrückens der Taliban an die Hauptstadt Kabul entsandte das Pentagon Mitte August 3.500 Soldaten der US-Streitkräfte nach Kabul, um den Abzug ihres diplomatischen Personals zu sichern, Großbritannien wollte 600 Soldaten der United Kingdom Special Forces nach Kabul schicken, um die Ausreise britischer Staatsbürger und früherer afghanischer Ortskräfte zu unterstützen. Die Zahl der US-Soldaten am Flughafen Kabul wurde am 18. August auf 4.500 erhöht und steigerte sich bis zum 22. August nochmals um 700. Den Angaben zufolge sollen die Soldaten, darunter mindestens 1.000 der 82. Airborne Division, vorübergehend die Reduzierung des US-Botschaftspersonals in Kabul unterstützen. Von Kabul flogen die Flugzeuge der US-Streitkräfte hauptsächlich nach Doha und Dubai. Die Bundeswehr errichtete ihre Luftbrücke zwischen Kabul und Taschkent, von wo aus die Evakuierten nach Deutschland weitergeflogen wurden. Aus Deutschland wurden etwa 600 Soldaten, hauptsächlich Fallschirmjäger der Division Schnelle Kräfte, darunter das Kommando Spezialkräfte, für die Evakuierungsmission beordert sowie sechs Airbus A400M eingesetzt. Großbritannien, Frankreich, Kanada, Niederlande, Spanien, Australien, Neuseeland, Indien, Dänemark, Belgien, Polen, Norwegen Tschechien, Italien, Indonesien, Ungarn, Südkorea, Schweden Singapur Russland, und die Türkei evakuierten mit eigenen Militärflugzeugen. Außerdem wurde Militärpersonal weiterer Länder am Kabuler Flughafen eingesetzt, bspw. aus Litauen.
Am oder vor dem 16. August feuerten US-Soldaten laut der Nachrichtenagentur AFP am Flughafen in Kabul Warnschüsse ab, um Menschenmengen von dem Rollfeld fernzuhalten. Trotzdem gelangten zahlreiche Menschen auf die Start- und Landebahnen, wovon sich manche an eine gelandete und aufgrund des Chaos gleich wieder gestartete Boeing C-17 klammerten und mindestens drei Personen, darunter Zaki Anwari, nach dem Start in den Tod fielen. Beim Massenandrang starben laut Augenzeugenberichten fünf Menschen. Später wurden außerdem menschliche Überreste im Fahrwerk des Flugzeugs gefunden. Zudem kam es zu einem Massenandrang bei stehenden Maschinen, wodurch 17 Menschen verletzt wurden. Am 15. August war von Kabul eine C-17 mit 823 Personen, obwohl diese dafür nicht ausgelegt ist, gestartet. Das Chaos bzw. der Massenandrang hielt auch nachts an, sodass Blendgranaten zum Einsatz kamen. An mehreren Wegen und Eingängen zum Flughafen positionierten sich Taliban und begannen damit, Menschen gewaltsam davon abzuhalten (in mehreren Fällen mittels gezieltem Schusswaffeneinsatz), sonst mittels Peitschen, sowie Warnschüssen zum Flughafen zu kommen, obwohl die Taliban zuvor entgegengesetzte Versprechungen abgegeben hatten. Bis zum 19. August wurden mindestens 12 Menschen durch teils ungeklärte Ursachen am Flughafen getötet.
Ab dem 16. August 2021 begann die Luftraumsperrung über Afghanistan für Zivilflugzeuge. Die Militärflugzeuge mussten nachts eine teils unbeleuchtete und nicht in voller Länge zur Verfügung stehende Landebahn ansteuern. Um nur für eine möglichst kurze Zeit ein Ziel für mögliches feindliches Feuer zu bieten, wurden Steilsichtanflüge durchgeführt. Eine ankommende Bundeswehrmaschine musste am 16. August wegen Chaos an den Landebahnen zunächst wieder abdrehen und nach Taschkent zurückfliegen, eine andere Maschine konnte aber einige Stunden später landen und erste Menschen ausfliegen. Wegen des Massenandrangs auch von Personen, die keine Aussicht auf eine Evakuierung haben, herrschten in den darauffolgenden Tagen chaotische Zustände am Flughafen. Täglich gaben Kämpfer der Taliban, die die Zufahrten zum Flughafen kontrollierten, als auch US-Soldaten und Soldaten der kollabierten afghanischen Nationalarmee, die die nahen Zugänge zum militärischen Flughafenteil kontrollierten, Warnschüsse ab. Bestätigt wurde, dass US-Soldaten zwei bewaffnete Personen am Flughafen erschossen. Am 18. August verabschiedete das Bundeskabinett das Mandat für den Bundeswehreinsatz.

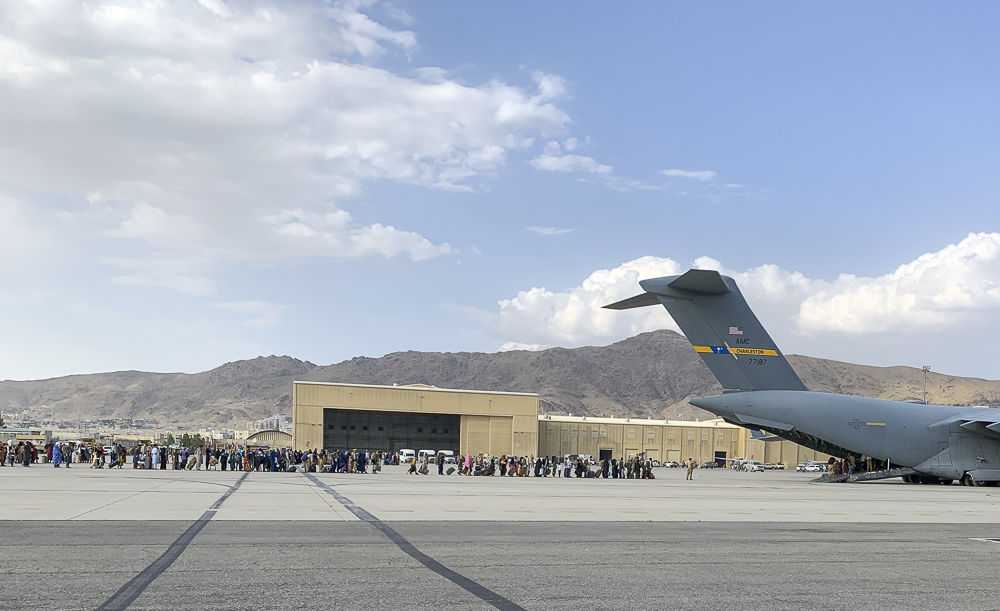
Das XVIII Airborne Corps beim Ausführen einer Evakuierung am Kabuler Flughafen

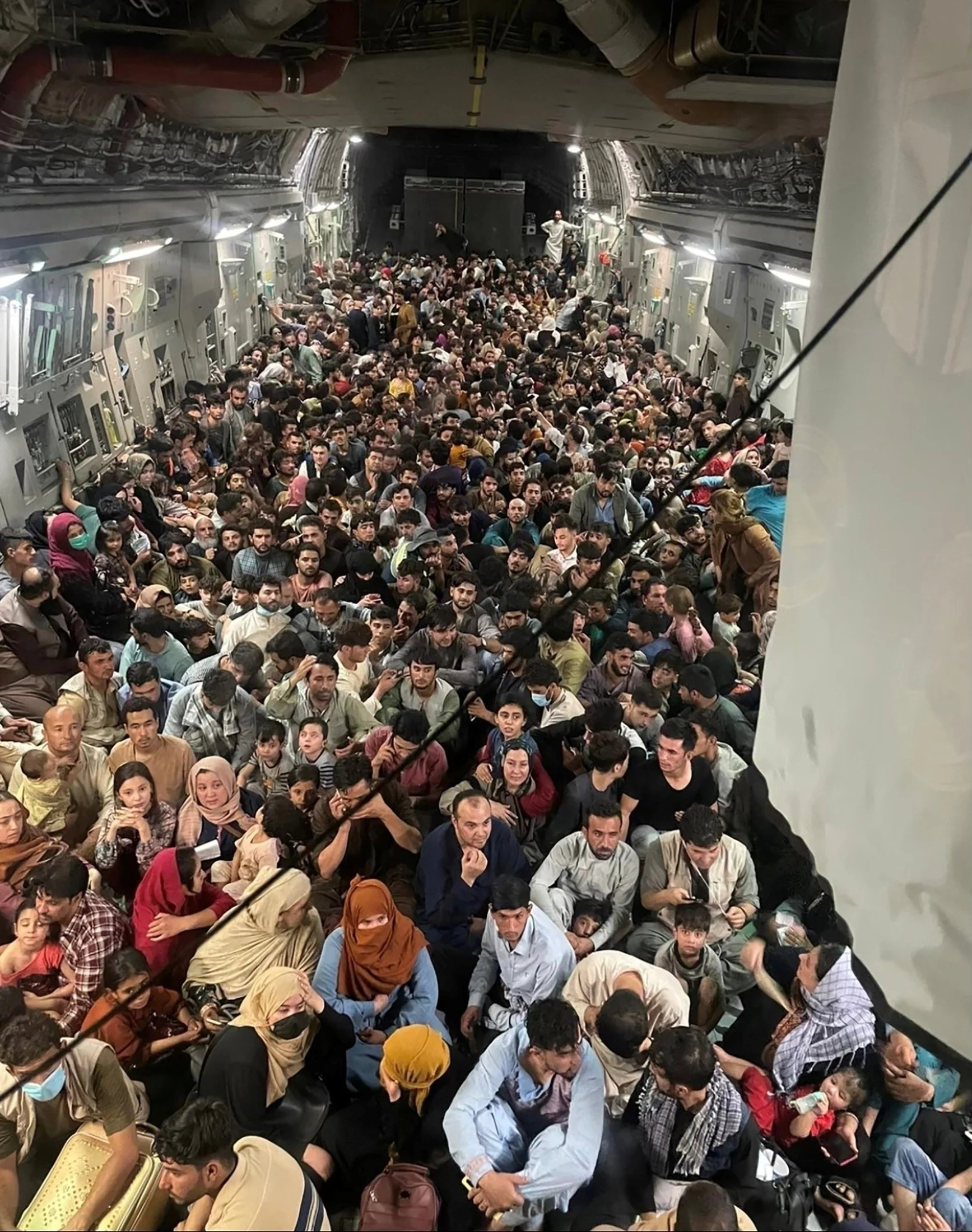
823 Menschen an Bord einer überfüllten Boeing C-17 der US Air Force in Kabul, 15. August

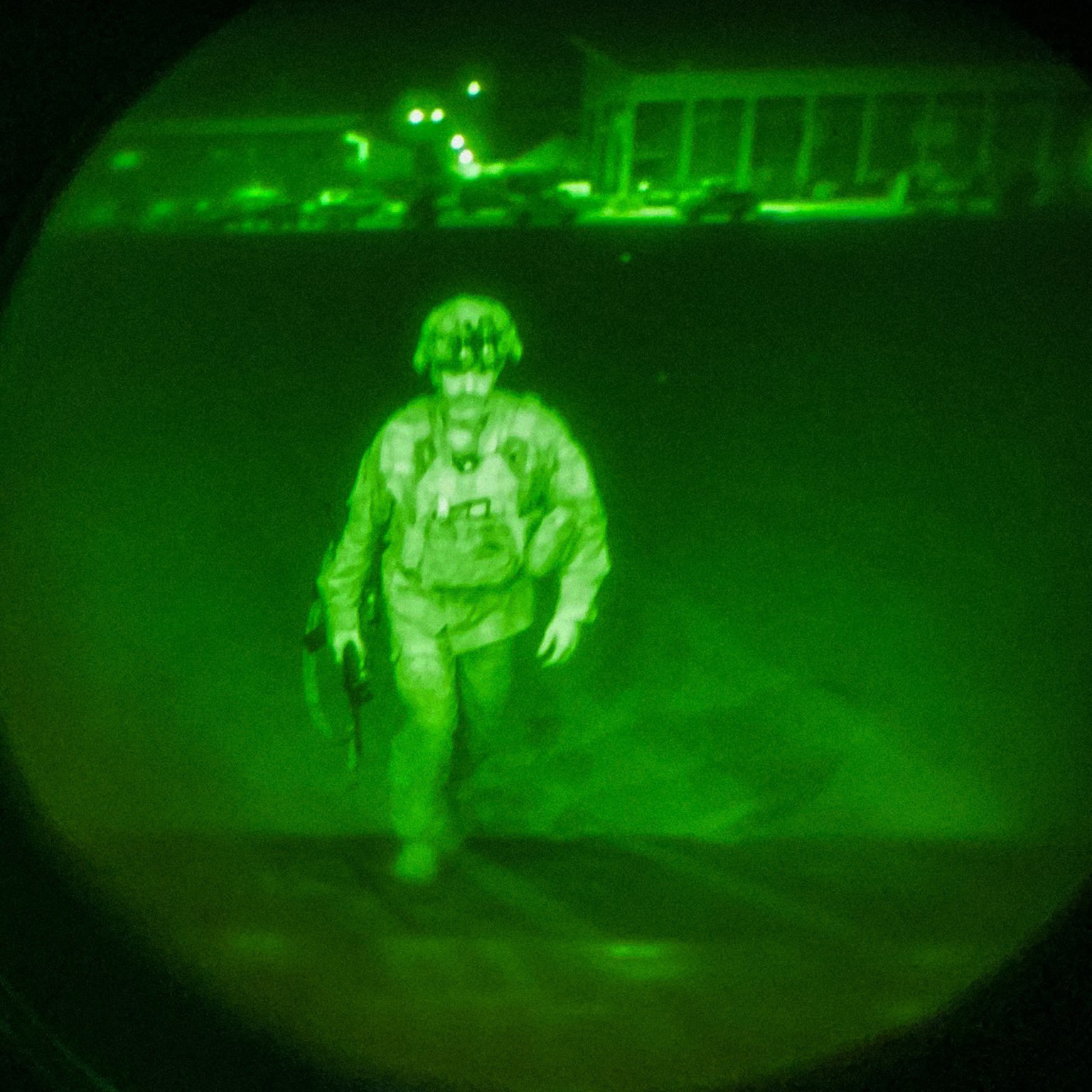
Generalmajor Christopher T. Donahue verlässt als letzter US-Soldat Afghanistan.

Von Beginn der Evakuierung am 14. August wurden bis zum 27. August 2021 mehr als 100.000 Ausreiseberechtigte vom Flughafen in Kabul ausgeflogen. Einen Großteil davon, etwa 82.000 Personen, flogen die US-Streitkräfte aus. Ihre Luftbrücke ging hauptsächlich nach Katar und in die Vereinigten Arabischen Emirate. Bis zum 22. August flogen die US-Streitkräfte auch etwa 7.000 Menschen zur Ramstein Air Base, ehe Evakuierte von dort in die USA weitergeflogen wurden. Bis zum 27. August hatte Großbritannien 11.500 Personen ausgeflogen. Italien und Australien flogen jeweils etwa 4000 Personen aus. Auf Bitten der USA flog die Bundeswehr zwei Helikopter des Typs H145M nach Kabul, um vereinzelte Ausreiseberechtigte, die nicht selbstständig – bspw. aufgrund eines zu hohen Sicherheitsrisikos – zum Flughafen gelangen können, auf dem Luftweg aus dem Stadtgebiet zum Flughafen zu bringen. Trupps von Spezialeinheiten der britischen Streitkräfte evakuierten vereinzelte Ausreiseberechtigte auf dem Landweg zum Flughafen Kabul. Laut dem Generalinspekteur der Bundeswehr Eberhard Zorn lebten bzw. warteten in den Tagen bis zum 23. August zwischen 5000 und 7000 Menschen vor den Toren des Flughafens. Nach anderen Angaben waren es zeitweise doppelt so viele. Die Menschen schliefen auf dem Boden und mussten mit Essen versorgt werden. Eltern verloren ihre Kinder aus den Augen; Vermisstenanzeigen wurden aufgehängt und in einem Fall ein Kind von einer anderen Familie in Obhut genommen. Andere übergaben ihre Kinder bzw. Babys den Soldaten der NATO-Mitgliedstaaten am Flughafen zur medizinischen Versorgung, oder damit ihre Kinder ausgeflogen werden. Durch eine Stampede vor den Toren des Flughafens starben abermals mehrere Menschen. Wiederholt fielen im Laufe der ersten Evakuierungswoche Warnschüsse vor den Eingangsbereichen des Flughafens. Zeitweise rieten die deutsche und die US-amerikanische Botschaft aufgrund des Gedränges und einer eskalierenden Lage ihren Staatsbürgern von Versuchen ab, den Flughafen zu erreichen. So wurden die Tore wegen des Chaos immer wieder geschlossen. Die zweite Woche begann mit einem Feuergefecht zwischen unbekannten Angreifern auf der einen und afghanischen Soldaten und NATO-Soldaten auf der anderen Seite. Auch eine Woche nach Beginn der Evakuierung versuchten Teile der Taliban an Wegen und Zufahrten Menschen gewaltsam davon abzuhalten, zum Flughafen zu gelangen. Andererseits wurde nach Ende der Evakuierung publik, dass wiederum andere Teile der Taliban nach einer Abmachung mit dem US-Militär mehrmals am Tag ausreiseberechtigte Personengruppen zum Flughafen eskortierten. Das Gleiche taten auch katarische Diplomaten. Bereits während der Evakuierung wurde bekannt, dass sich CIA-Chef William Joseph Burns in Kabul mit dem Taliban Abdul Ghani Baradar getroffen hatte. Auch legt sowohl ein Bericht eines britischen Soldaten als auch eine Videoaufnahme eines US-Soldaten nahe, dass Soldaten der westlichen Streitkräfte in greifbarer Nähe zu Kämpfern der Taliban an den Toren des Flughafens den Einlass kontrollierten.
In der zweiten Woche kündigte Russland an, obwohl die eigene Botschaft nicht evakuiert wurde, Flugzeuge mit Hilfsgütern nach Kabul zu schicken und im Anschluss Staatsbürger von Ländern der ehemaligen Sowjetrepubliken aus Afghanistan zu evakuieren. Das US-Verteidigungsministerium erklärte, es werde bei der Beendigung der Evakuierung auch die 500–600 Soldaten der kollabierten afghanischen Nationalarmee, die den Flughafen während der Evakuierungswochen mit abgesichert haben, aus Afghanistan ausfliegen. Am 26. August beendeten die Bundeswehr (nach 37 Evakuierungsflügen und 5347 Evakuierten mit Staatsangehörigkeiten von 45 Ländern, darunter 4100 Afghanen (teilweise mit doppelter Staatsangehörigkeit; darunter 138 Ortskräfte mitsamt 496 Angehörigen)) sowie die Streitkräfte Kanadas, der Niederlande, Belgiens und Ungarns ihre Luftbrücken. Am selben Tag ereignete sich ein Sprengstoffanschlag inmitten der auf Einlass wartenden Menschenmenge vor einem Eingangsbereich zum Flughafengelände. Der Anschlag forderte mindestens 93 Menschenleben, mindestens 150 Personen wurden verletzt. Bereits zuvor hatten mehrere Staaten aufgrund von Einschätzungen eigener Geheimdienste, die sich auf konkrete Hinweise bezogen, vor Terroranschlägen am Flughafen gewarnt. Spanien, Italien Schweden und Frankreich beendeten am 27. August ihre Luftbrücken. Großbritannien beendete die eigene Luftbrücke am 28. August. Am selben Tag führten die USA einen Drohnenangriff auf ein – laut den US-Streitkräften mit Sprengstoff beladenes – stehendes Auto in Kabul durch. Dabei kamen laut New York Times in unmittelbarer Nähe zum Auto sieben Kinder und weitere drei Unbeteiligte ums Leben. Am 17. September entschuldigte sich US-Verteidigungsminister Lloyd Austin für den Drohnenangriff und sprach von einem „furchtbaren Fehler“. Das Auto und die Getöteten hätten keine Bedrohung für US-Truppen dargestellt.
Drei nicht-staatlichen Initiativen gelang es durch Kontakte zu Regierungen auch nach der Beendigung vieler Luftbrücken noch etwa 330 Menschen sowie 150 Hunde und Katzen aus einem Tierheim auszufliegen.
Am Morgen des 30. August wurden laut US-Regierung fünf Raketen in Richtung des Flughafens abgefeuert. Drei der Raketen landeten außerhalb des Flughafens. Eine anfliegende Rakete wurde durch ein Raketenabwehrsystem zerstört und eine traf das Flughafengelände ohne Gefahr für Personal. ISIS-K reklamiert den Angriff mit sechs Raketen des Typs Katjuscha für sich. In der Nacht auf den 31. August 2021 beendeten die US-amerikanischen Streitkräfte ihre Luftbrücke. Mit den letzten Flügen zogen die letzten US-amerikanischen Soldaten vollständig aus Afghanistan ab. Mit dem überhasteten Abzug hatten die USA nach Angaben des Pentagons militärische Ausrüstung im Wert von sieben Milliarden US-Dollar in Afghanistan zurückgelassen.
Nach der Inbetriebnahme des Flughafens durch die Taliban gestatteten diese Afghanen mit doppelter Staatsbürgerschaft die Ausreise. Auch Flugzeuge der US-Streitkräfte landeten im September 2021 am Flughafen Kabul, um weitere US-amerikanische Staatsbürger und Staatsangehörige anderer Nationen aus Kabul auszufliegen.
Ein Jahr nach NATO-Abzug waren bis Juli 2022 17.556 ehemalige Ortskräfte und Familienangehörige aus Afghanistan nach Deutschland gekommen. Insgesamt hat Deutschland 23.614 Ortskräften und Familienangehörigen die Aufnahme zugesichert. Dies war mehr als vergleichbare Länder. So nahm Großbritannien 10.100 Personen aus Afghanistan auf.
Im Oktober 2022 startete die Bundesregierung ein Bundesaufnahmeprogramm für besonders gefährdete Menschen aus Afghanistan. Faktisch nahm sie in den ersten sechs Monaten keine Person über dieses Programm auf und stoppte Ende März 2023 vorübergehend gänzlich die Visavergabe und Einreise über das Programm. Diesen Schritt begründete sie damit, dass es Hinweise auf mögliche Missbrauchsversuche gegeben hatte. Nach Medienrecherchen warteten mit Stand vom Mai 2023 mehr als 14.000 Menschen aus Afghanistan trotz Aufnahmezusage auf ihre Reise nach Deutschland; viele von ihnen halten bzw. hielten sich in Pakistan und im Iran auf.

### Machtübernahme der Taliban
Am 17. August gaben die Taliban ihre erste Pressekonferenz aus Kabul. Ihr Sprecher Sabihullah Mudschahid verkündete eine allgemeine Amnestie. Trotzdem haben Ortskräfte weiterhin Angst vor einer Rache durch die Taliban, auch weil laut dem ehemaligen Afghanistan-Korrespondenten der ARD, Gabor Halasz, lokale Taliban-Führer selbst über ihr Vorgehen entscheiden könnten. Bereits in der Vergangenheit suchten die Taliban nach Ortskräften und anderen missliebigen Personen und exekutierten sie. In Kabul versuchten die Taliban den Eindruck von Normalität und Sicherheit zu vermitteln. So gingen z. B. Mitarbeiter von Ministerien (nach deren Übernahme durch die Taliban) wieder ihrem Job nach und Geschäfte öffneten wieder. Demgegenüber stehen Berichte, nach denen Regierungsbeamte von Angehörigen vermisst werden. Außerdem tauchten hunderte Journalisten und Richterinnen unter oder versuchten, aus dem Land zu fliehen.
Auch errichteten die Taliban Kontrollposten in Kabul, sammelten Waffen von der Bevölkerung ein und besetzten Behördengebäude. Safe-Houses mussten geräumt werden, da die Taliban begannen, Häuser zu durchsuchen, um Ortskräfte und andere missliebige Personen, darunter Journalisten, zu finden. Dabei töteten sie auch Angehörige gesuchter Personen.
Hatte US-Präsident Joe Biden in den ersten Monaten seiner Präsidentschaft angekündigt, die US-Streitkräfte bis zum 11. September 2021 aus Afghanistan abgezogen zu haben, gab er im Juli 2021 bekannt, dass die Streitkräfte bis zum Monatsende August aus Afghanistan abgezogen sein sollen. In Gesprächen mit den USA, die zeitgleich zu der Evakuierungsmission liefen, pochten die Taliban auf die Einhaltung der Ankündigung und gaben bekannt, der 31. August 2021 sei eine „rote Linie“ und sie würden reagieren, würden die NATO-Streitkräfte über den 31. August hinaus in Afghanistan sein. Wie von Biden angekündigt, verließen am 30. August die letzten amerikanischen Soldaten das Land über den Flughafen Kabul.
Laut Einschätzung der Vereinten Nationen haben die Taliban nach ihrer Machtübernahme in Afghanistan mehr als 100 Ortskräfte und Mitarbeiter der Ex-Regierung außergerichtlich hingerichtet.

### Demonstrationen in Afghanistan gegen die Taliban nach deren Machtübernahme
In Kabul demonstrierten Einwohner im August und September 2021 gegen die Taliban und ihr ausgerufenes islamisches Emirat.
Am 18. August 2021 kam es zu ersten größeren Protesten gegen die Islamisten. Mindestens drei Menschen wurden in Dschalalabad getötet und Dutzende verletzt, wie der Sender Al Dschasira berichtete. Taliban-Kämpfer sollen in Asadabad das Feuer auf eine Kundgebung eröffnet haben, deren Teilnehmer die Fahne der afghanischen Republik schwenkten. Die Taliban kommentierten die Vorfälle nicht. Seit der Machtübernahme der Taliban entwickelt sich die bisherige schwarz-rot-grüne Nationalflagge zunehmend zu einem Protestzeichen gegen die Islamisten, die eine eigene Fahne haben – weiß, mit dem islamischen Glaubensbekenntnis. Afghanistan hatte am 19. August 1919, die Unabhängigkeit von Großbritannien erlangt.
Am 8. September 2021 rief die Übergangsregierung in ihrer ersten offiziellen Erklärung ein Verbot von Demonstrationen aus. Demonstrationen die danach stattfanden, versuchten die Taliban mittels Gewalt zu unterbinden.

### Formierung eines Widerstands gegen die Taliban
Nach der Einnahme Kabuls durch die Taliban war das Pandschirtal die letzte Region in Afghanistan, die von der entmachteten Regierung durch Regierungstruppen noch kontrolliert wurde. Reste der afghanischen Armee und Polizei hatten sich dorthin zurückgezogen und als Pandschschir-Widerstand neu formiert. Ahmad Massoud kommandierte im Pandschir-Tal eine Miliz. Sein Vater Ahmad Schah Massoud war ein einflussreicher Mudschahidin-Kommandeur des Landes. Die meisten der bis zu 150.000 Einwohner des Tals gehören der Ethnie der Tadschiken an, während der Großteil der Taliban den Paschtunen zugerechnet wird. Unterhändler der Taliban traten in Verhandlungen mit der Führung des Pandschschir-Widerstands.
Am 6. September 2021 nahmen die Taliban das Pandschirtal laut eigenen Angaben ein, was der afghanische Botschafter in Tadschikistan, Sahir Aghbar, jedoch am 8. September verneinte. Es würde weiter gekämpft. Die Taliban hissten ihre Flagge vor dem Gouverneurssitz des Tals und sprachen von ihrem Sieg, was der Widerstand verneinte, und Ahmad Massoud behauptete, dass man gegen die pakistanische Armee kämpfen würde. Laut Medienberichten flohen die Köpfe des Widerstandes, Amrullah Saleh, und Ahmad Massoud nach Tadschikistan.

## Bewertung und Strategie der Taliban

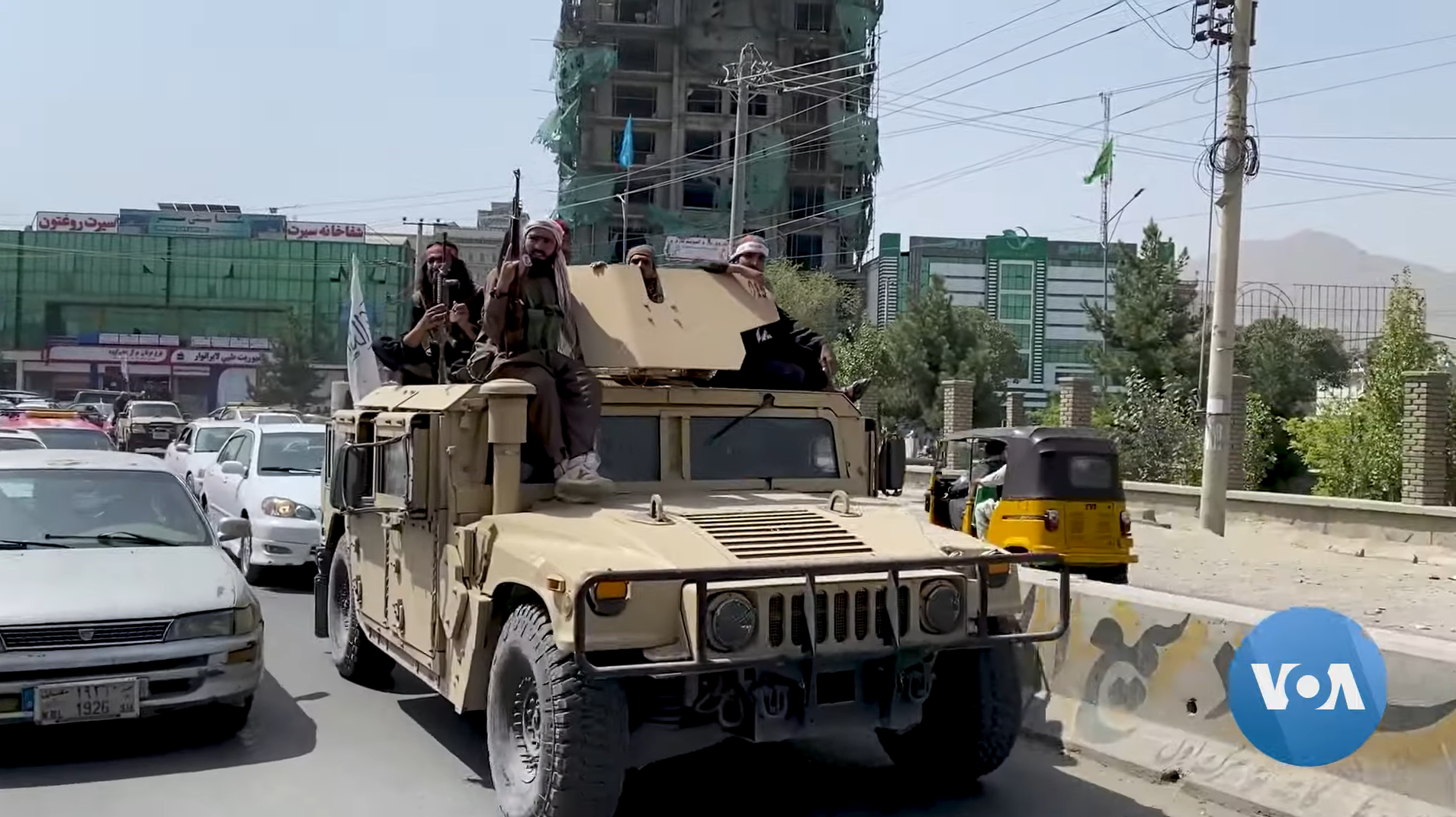
Taliban auf einem erbeuteten Humvee in Kabul, August 2021; die USA ließen nach Angaben des Pentagons militärische Ausrüstung im Wert von sieben Milliarden US-Dollar in Afghanistan zurück.

Faktoren, die zur militärischen Niederlage der Afghanischen Nationalarmee (ANA) beitrugen, sind im Geschichtsabschnitt des ANA-Artikels erläutert.
In Afghanistan gab es bedingt durch eine Diskrepanz zwischen dem Aufhäufen von Reichtum von relativ Wenigen und einer hohen Armutsrate und Bildungsmisere Zulauf von jungen Paschtunen bei den Taliban. Parallele Regierungsstrukturen in Distrikten und Provinzen wurden von der neuen Generation der Taliban bereits während des Krieges aufgebaut und erlaubten es der Bewegung lokale Unterstützung zu generieren. Dabei profitierten die Taliban davon, dass die Islamische Republik als korrupt wahrgenommen wurde.
Der Betrieb von Schulen und Krankenhäusern war eine Perspektive der Regierung um Aschraf Ghani, um in den Taliban-Gebieten noch einen Einfluss zu haben. Der Friedens- und Konfliktforscher Conrad Schetter sagte, es sei für ihn erstaunlich, wie homogen und diszipliniert die Taliban in Erscheinung träten. Die Anführer seien ursprünglich „einfache Mullahs“ gewesen. Deshalb sei ihr strategisches Vorgehen umso bemerkenswerter. Er sagte, dass der pakistanische Geheimdienst ISI dabei allerdings beteiligt sei. Die pakistanische Sicherheitsexpertin Ayesha Siddiqa sagte, dass Pakistan die Taliban in ihrer Rückeroberungs-Strategie unterstützt hätte und zwar in Zusammenarbeit mit dem pakistanischen Militär. Auch bei den Gesprächen in Doha soll Pakistan den Taliban geholfen haben. „Pakistans Establishment hofft, dass die Islamisten den Blick nun nach Indien richten werden, genauer gesagt, auf den Kaschmir-Konflikt.“ Dass auf pakistanischem Staatsgebiet Terroristen geduldet werden, kritisieren die USA und Indien seit Jahren. Verwundete Taliban-Kämpfer, die zum Teil aus Pakistan stammen, wurden in pakistanischen Krankenhäusern behandelt und Getötete dort beerdigt. Der Grenzverlauf zwischen Pakistan und Afghanistan ist umstritten. Die Taliban hatten am 13. August mit Torkham einen der zwei großen Grenzübergängen zwischen beiden Ländern eingenommen.

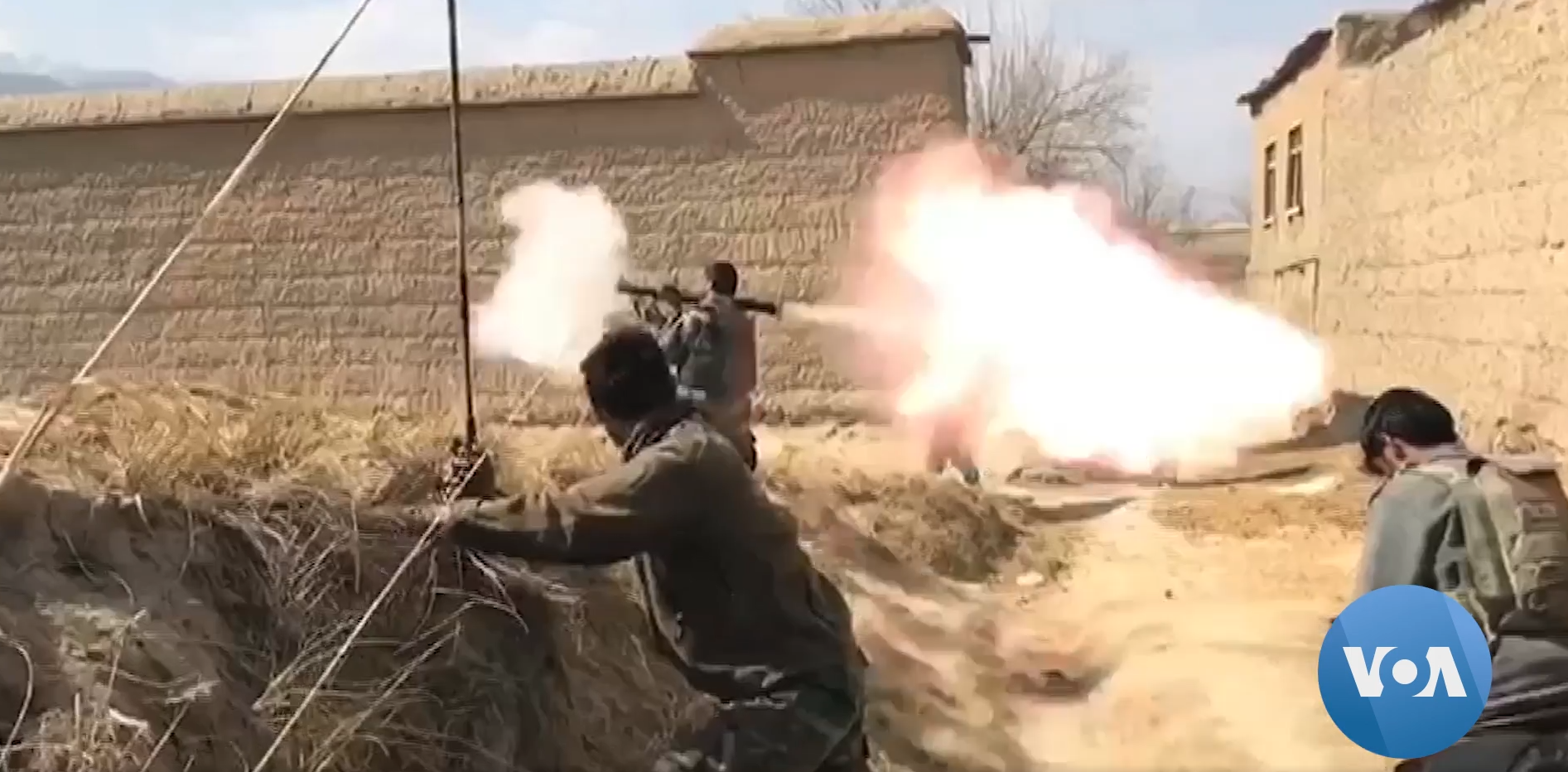
Afghanische Streitkräfte (ANA) im Gefecht mit den Taliban, August 2021

Der Journalist und Kriegsberichterstatter Wolfgang Bauer sagte, dass es einen moderaten Flügel, der überwiegend repräsentiert wird von den älteren Führern der Taliban, und einen radikalen Flügel gibt, zu dem sehr viele junge Kommandeure und junge Kämpfer gehörten. Er habe den Eindruck, dass diese jüngeren Leute in den letzten Jahren stark von der Ideologie des „Islamischen Staates“ beeinflusst wurden. Afghanistan werde in Zukunft noch ärmer sein, da es durch Dürre auch vom Klimawandel betroffen ist. Die Frage sei auch, welchen Einfluss die Führungsspitze der Taliban haben werde.
Der Politikwissenschaftler Carlo Masala sagte, dass der Staatenaufbau durch externe Interventionsmächte selten erfolgreich gewesen sei. Dies sei auch schwierig, wenn man nicht genug investiert. Er sagte, dass nie genug Truppen in Afghanistan waren, um eine Stabilisierung des Landes zu erzielen. Es ginge um einen sehr langwierigen Prozess. 20 Jahre reichten nicht aus, um eine funktionsfähige, demokratische Gesellschaft aufzubauen. Auch wenn die Zerschlagung von al-Qaida durchaus erfolgreich gewesen sei.
Die Taliban planen, die Rechtsstellung von Frau und Familie nach ihrer Auslegung der Scharia zu gestalten, was eine starke Beschneidung der Rechte von Frauen bedeuten würde (siehe Frauenrechte unter den Taliban).
Da das von der US-amerikanischen Regierung unter Donald Trump mit den Taliban ausgehandelte Doha-Abkommen keinerlei Regelungen zu einem Waffenstillstand mit den afghanischen Truppen enthielt, führten die Vertragsverhandlungen zu mehr Angriffen auf afghanisches Militär, weil die Taliban sich durch Gebietsgewinne eine bessere Verhandlungsposition erhofften.
Die Taliban gaben an, dass sie Terrorgruppen wie Al-Qaida nicht unterstützen werden, auch im Eigeninteresse vor Vergeltung der USA. Des Weiteren versicherten die Taliban, keine Bedrohung für andere Staaten darzustellen. In Afghanistan selbst sind Hinrichtungen von Regierungssoldaten und Zivilisten belegt und werden von der UNAMA dokumentiert.
Die Taliban wüssten mit Technologie umzugehen und hätten schon 2015 eine robuste Telegram-Präsenz aufgebaut, sagte der Fachmann für Kommunikation von Terroristen am Atlantic Council, Emerson Brooking. „Aufständische müssten sich generell schnell an neue Technologien anpassen, um gegen ihre mächtigeren Gegner zu bestehen“, so Brooking. Schon im Mai 2011, kurz vor dem Höhepunkt der amerikanischen Truppenpräsenz in Afghanistan, hatte die Talibanführung begonnen, in englischer Sprache auf Twitter zu kommunizieren.
Die New York Times entdeckte seit Mitte August 2021, eigenen Angaben zufolge rund 100 neue Facebook- und Twitterkonten, die augenscheinlich von Taliban selbst, oder Sympathisanten betrieben wurden. Als die Taliban zwischen 1996 und 2001 über Afghanistan herrschten, war es verboten, Fotos von Lebewesen zu verbreiten.

## Politische Reaktionen auf Taliban-Sieg im August 2021

### USA

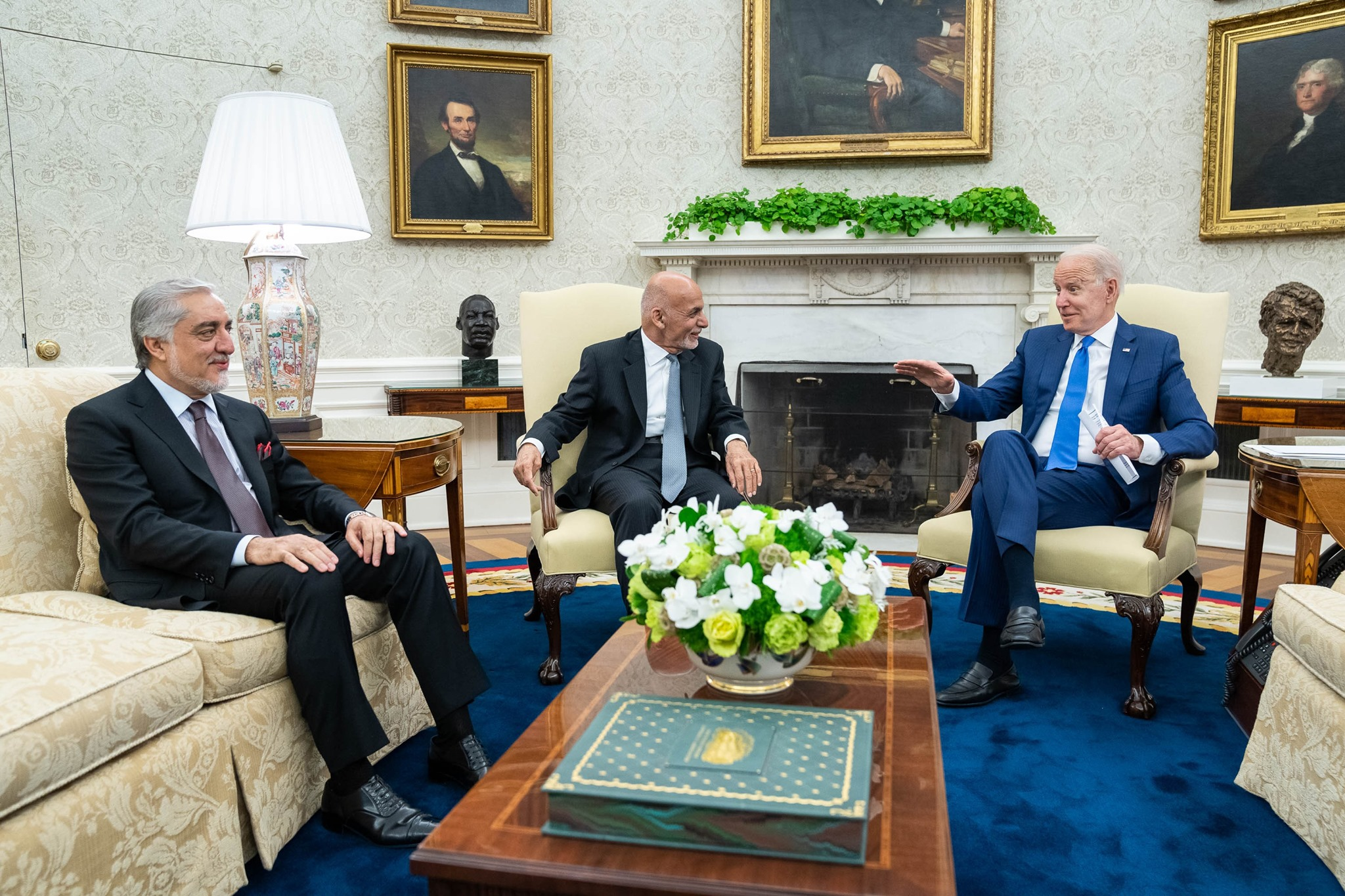
US-Präsident Joe Biden und der afghanische Präsident Ashraf Ghani mit dem Politiker Abdullah Abdullah, 25. Juni 2021

US-Präsident Joe Biden hatte am 12. August 2021 im Weißen Haus erklärt, die Afghanen müssten nun „selbst um ihren Staat kämpfen“. Er verteidigte den von ihm angeordneten Abzug des US-Militärs aus Afghanistan trotz der darauffolgenden Machtübernahme der Taliban. Er stehe „felsenfest“ zu seiner Entscheidung. Wäre das Militär länger in Afghanistan geblieben, hätte es keinen Unterschied gemacht, da es den „mangelnden Kampfwillen“ der afghanischen Sicherheitskräfte nicht hätte ändern können. Es sei „beunruhigend“ zu sehen, dass die politische und militärische Führung nicht den „Willen“ gehabt habe, sich dem Vormarsch der militanten Islamisten zu widersetzen, sagte der Sprecher des US-Verteidigungsministeriums, John Kirby, dem Sender CNN. Ein sofortiges Ende der Kämpfe hatte der UN-Sicherheitsrat gefordert. In dem Land müsse eine „neue, geeinte und repräsentative Regierung“ gebildet werden, an der auch Frauen beteiligt sein müssten. In einem Interview am 18. August verteidigte Biden gegenüber dem Fernsehsender ABC News nochmals seine Entscheidung, er könne sich kein Abzugsszenario vorstellen, bei welchem kein Chaos entstanden wäre. Biden sagte, dass er die Taliban unter Druck setze, und Hilfen für Afghanistan während ihrer Herrschaft an „harte Bedingungen“ knüpfen werde. So werde man genau verfolgen, wie die Islamisten ihre Landsleute und dabei speziell Frauen und Mädchen behandeln.
Republikanische Senatoren forderten eine Erklärung seitens der Regierung über den Verbleib US-amerikanischer Waffen und anderer militärischer Ausrüstung: welche bereits in die Hände der Taliban geraten sei und inwieweit die Regierung plane, Ausrüstung zurückzuholen oder zu zerstören.
Biden sieht das Ende des Afghanistan-Einsatzes als Start einer neuen Ära der Diplomatie anstelle von militärischen Interventionen, wie er vor der UN-Vollversammlung sagte. Er gab ein klares Bekenntnis zum Multilateralismus und zu internationalen Institutionen wie den Vereinten Nationen.
Nach ihrem Rückzug aus Afghanistan beschlagnahmten die USA am 11. Februar afghanische Gelder in Höhe von 7 Milliarden Dollar, die bei US-Finanzinstituten hinterlegt waren. Die US-Regierung fror im August 2021 die afghanischen Staatsreserven in Höhe von 7 Milliarden Dollar ein, die in den USA gelagert waren – darunter Goldvorräte. Die Summe entspricht genau dem Wert an militärischer Ausrüstung, die die USA in Afghanistan zurückgelassen hatten.
Die Hälfte der eingefrorenen Zentralbankgelder soll für Angehörige von Opfern der Terroranschläge vom 11. September 2001 zurückgehalten werden. Die restlichen 3,5 Milliarden US-Dollar werden laut Wally Adeyemo, stellvertretender Finanzminister (Deputy Secretary of the Treasury) der USA im „Afghan Fund“ durch die Zentrale der Bank für internationalen Zahlungsausgleich verwaltet. Adeyemo erklärte in einem Brief an die Afghanische Zentralbank, dass es keine Institution in Afghanistan gebe, die »garantieren kann, dass dieses Geld ausschließlich zugunsten des afghanischen Volkes verwendet werden würde«. Der „Afghan Fund“ soll für die Begleichung der internationalen Zahlungsrückstände Afghanistans und der Rechnungen für die Stromimporte verwendet werden, nicht aber für humanitäre Hilfe oder die Gehälter der Regierung.

### Deutschland

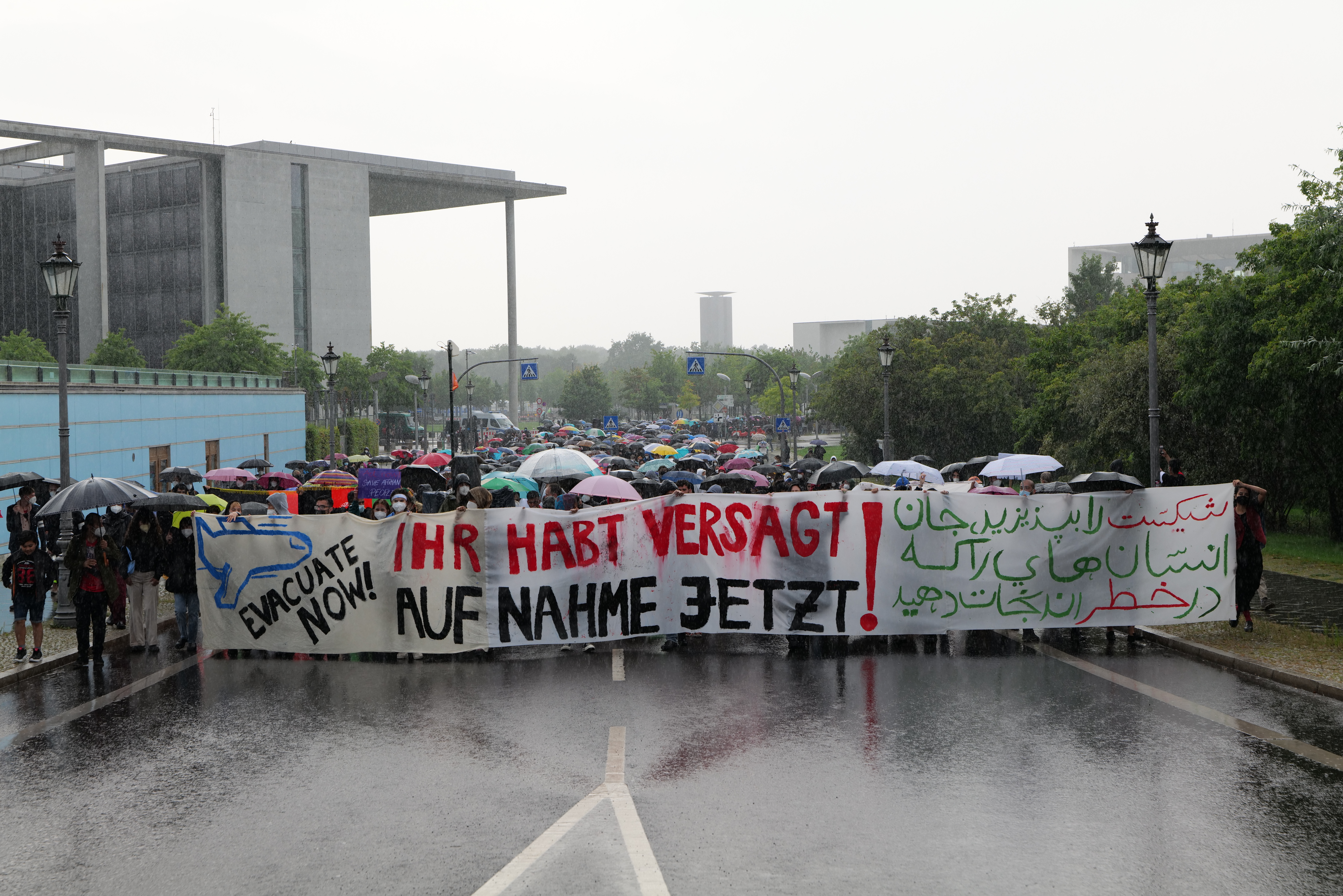
Demonstration für die Rettung von Menschen aus Afghanistan am 22. August 2021 in Berlin.

Deutschland führte vom 16. bis 26. August 2021 eine Evakuierung von deutschen Staatsangehörigen und weiteren gefährdeten Menschen durch.
Die deutsche Bundeskanzlerin Angela Merkel (CDU) sprach in Berlin von „bitteren Stunden“ in Afghanistan. Sie machte deutlich, wie wichtig die Rettung von deutschen Staatsangehörigen, Angehörigen der Botschaft und Ortskräften sei. Der Nachrichtensender n-tv berichtete am 16. August 2021 aus Teilnehmerkreisen, dass Merkel sagte, die Bundesregierung habe vor Monaten bereits 2500 Ortskräfte identifiziert. Außenminister Heiko Maas (SPD) räumte Fehler ein: „Wir alle haben die Lage falsch eingeschätzt“, sagte er, da sei „nichts zu beschönigen“. Explizit nannte er „die Bundesregierung, die Nachrichtendienste, die internationale Gemeinschaft“. Auch Politiker der Oppositionsparteien übten massive Kritik am späten Rettungseinsatz.
Auch an der konkreten Durchführung der Evakuierung wurde Kritik geübt. So wurden mit dem ersten Flug eines Airbus A400M von Kabul nach Taschkent lediglich sieben Personen ausgeflogen. Aufgrund der bereits sehr weitreichenden Kontrolle der Taliban über das Land und weil diese alle Zugänge zum Flughafen in Kabul kontrollieren, erscheint es unklar, wie viele Ortskräfte gerettet werden können.
Kritisiert wurde ferner, dass zu den Kernfamilien der Ortskräfte, die von der Bundesregierung ebenfalls als Ausreiseberechtigte eingestuft wurden, unverheiratete erwachsene Töchter zählten, aber nicht unverheiratete erwachsene Söhne.
Am 25. August sagte Angela Merkel bei einer Regierungserklärung: „Wir alle haben die Geschwindigkeit der Entwicklung offensichtlich unterschätzt. Das gilt auch für Deutschland.“ Sie betonte, es habe keinen Sonderweg Deutschlands in Afghanistan gegeben.
Am 26. August stimmte der Bundestag nachträglich dem Einsatz von bis zu 600 Bundeswehrsoldaten bei der Evakuierungsaktion mit großer Mehrheit zu. Es stimmten 538 Abgeordnete dafür, 89 enthielten sich und 9 stimmten dagegen. Von der Fraktion der Linken stimmten fünf Abgeordnete dafür. 43 Mitglieder der Linksfraktion enthielten sich und sieben Linken-Politiker stimmten dagegen. Von den 86 AfD-Abgeordneten enthielten sich 45 AfD-Abgeordnete und ein AfD-Abgeordneter stimmte dagegen. Ferner stimmte ein fraktionsloser Abgeordneter dagegen.

### Frankreich
Der französische Präsident Emmanuel Macron sagte, dass die Entwicklung in Afghanistan einen „Wendepunkt“ darstelle. Aufgabe der internationalen Gemeinschaft sei es, jetzt zu verhindern, dass unter der Taliban-Herrschaft das Land wieder zum „sicheren Hafen“ für Terroristen werde. In einem Gespräch mit dem britischen Premierminister Boris Johnson vereinbarte er eine britisch-französische Initiative im UN-Sicherheitsrat. Zwei französische Militärtransporter und französische Elitesoldaten der Forces Spéciales wurden darauf vorbereitet, vom französischen Stützpunkt in Abu Dhabi aus in Kabul zu landen, um bedrohte afghanische Helfer sowie verbliebene Franzosen abzuholen.

### Russland
Im Gegensatz zu vielen westlichen Botschaften wurde die russische Botschaft nicht evakuiert. Der russische Botschafter Dmitri Schirnow bezeichnete die Situation in Kabul als „ruhig“ und beschrieb einen reibungslosen Transfer der Sicherheitskräfte vor der Botschaft.
Der russische Außenminister Lawrow erklärte am 17. August, dass man zu einem späteren Zeitpunkt entscheiden werde, ob man die Taliban als offizielle Regierung anerkenne. Er sprach zudem von „positiven Signalen“ seitens der Taliban, in Bezug auf die versprochene Bildung auch für Mädchen, die Bereitschaft bei der Regierungsbildung auch andere politische Kräfte einzubeziehen und die „Meinung anderer“ respektieren zu wollen. Er forderte eine „allumfassende Regierung“.
Russland führte zuletzt Militärübungen mit Usbekistan und Tadschikistan an der entsprechenden Grenze durch. Laut dem stellvertretenden russischen Außenminister Oleg Syromolotow beobachte man die Situation an der Grenze mithilfe elektronischer Luftüberwachung. Auch sei Russland besorgt, die Taliban könnten sich in jene Nachbarländer ausbreiten und damit der Terror nach Russland kommen, so Lawrow.
Der staatliche Fernsehsender RT verbreitete auf seinem Twitter-Profil ein gefälschtes Foto, mit dem suggeriert werden sollte, es seien Terroristen aus Afghanistan ausgeflogen worden.

### China
Einer der Sprecher des Pekinger Außenministeriums, Wang Wenbin, sagte: „Die USA haben durch ihren überstürzten Abzug aus Afghanistan ihre Verantwortung und ihre Verpflichtungen verletzt. Sie hinterlassen Unordnung und Aufruhr für das afghanische Volk und die angrenzenden Länder.“ Die chinesische Regierung hat bereits eine diplomatische Kontaktaufnahme mit den Taliban angekündigt und erkennt deren Regierung an.
Ebenso hielt auch Peking seine Botschaft in Kabul offen, nachdem die Taliban der Vertretung ihre Sicherheit garantiert hatten.

### Pakistan
Pakistan lobte die Taliban und forderte Afghanistan auf, die Rechtsstaatlichkeit und Menschenrechte zu schützen. Jedoch herrscht in Pakistan auch Besorgnis durch das Überschwappen der Taliban nach Pakistan wie auch dem Wiedererscheinen der TTP und wegen der Ermutigung anderer militanter Gruppen.

### Vereinte Nationen
Am 30. August beschlossen die Vereinten Nationen auf Initiative von Großbritannien, Frankreich, den USA und Irland unter Enthaltung von Russland und China eine Resolution. Die Regierung wird angemahnt, Afghanen das Verlassen des Landes jederzeit und auf jedem Wege zu gestatten. Afghanistan dürfe zudem nicht zu einem Hafen für Terroristen und ihre Anschlagspläne werden. Unterstrichen wird die Notwendigkeit eines ungehinderten humanitären Zugangs sowie die Wahrung der Menschenrechte, insbesondere „der Rechte von Frauen, Kindern und Minderheiten“. Konkrete Sanktionen bei Nichteinhaltung der Vorgaben gaben die Vereinten Nationen nicht an.